# Челноклюв
Челноклюв (лат. Cochlearius cochlearius) — птица из отряда пеликанообразных, выделяемая в отдельный род Cochlearius. Раньше этот вид выделяли в самостоятельное семейство челноклювых (Cochleariidae), однако в настоящее время относят к подсемейству Nycticoracinae семейства цаплевых (Ardeidae).

## Описание
Челноклюв достигает длины 45—54 см, самцы весят от 680 до 770 г, а самки — от 503 до 726 г. Характерным признаком является большой хохол чёрного цвета. Оперение преимущественно серое. Лоб, бока головы и горло белые. Брюхо и ноги имеют сероватую или коричневатую окраску. У челноклюва необычная форма клюва — он короткий и широкий (длиной 8 см и шириной 5 см) с зубцом на конце надклювья. У птицы большие глаза, с помощью которых она может превосходно ориентироваться ночью. Челноклюв — одиночная птица. Продолжительность жизни составляет примерно 25 лет.

## Распространение
Челноклюв распространён от Мексики до Бразилии в Центральной Америке и на севере Южной Америки. Он предпочитает густо заросшие лесом берега рек и мангровые болота.

## Питание
Рыбы, ракообразные, насекомые, мелкие амфибии и даже мелкие млекопитающие входят в рацион питания челноклюва.

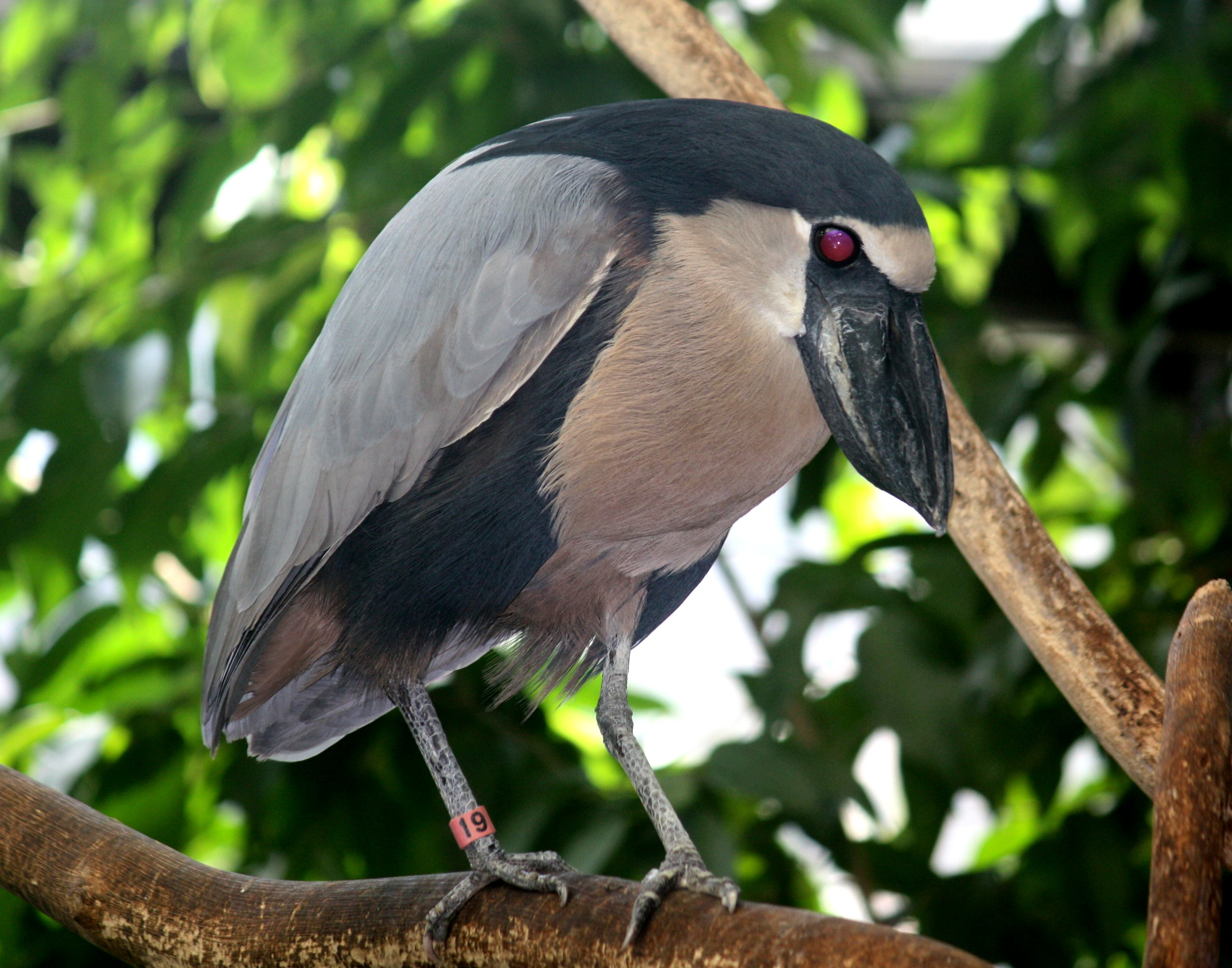

## Размножение
Половой зрелости достигают примерно в 3 года. В зависимости от области распространения, спаривание может происходить круглый год. Челноклювы живут вне брачного периода как одиночки. Однако, в период гнездования они объединяются в колонии. Самец во время токования расправляет свой хохол. Другим признаком токования является побрякивание клювами обоих полов. Гнёзда сооружаются из тонких веток на деревьях на средней высоте вблизи воды. Самка откладывает от 2 до 4-х синеватых яиц, высиживают которые обе взрослые птицы 25—28 дней. Средний вес яиц составляет 35 г.

## Подвиды
Выделяют 5 подвидов челноклюва:
- C. c. cochlearius (Linnaeus, 1766) — номинативный подвид, северная и средняя части Южной Америки;
- C. c. zeledoni (Ridgway, 1885) — западная Мексика;
- C. c. phillipsi Dickerman, 1973 — восточная Мексика и Белиз;
- C. c. ridgwayi Dickerman, 1973 — от южной Мексики до Гондураса;
- C. c. panamensis Griscom, 1926 — Коста-Рика и Панама.